# 沈竹礽
沈竹礽（1849年7月31日—1906年），原名沈紹勳，字竹礽，清浙江錢塘人，生於道光廿九年六月十二日，卒於光緒三十二年六月。清時著名的風水師、堪輿學家，為玄空風水學的重要人物。沈氏窮一生精力，將歷來視之若秘之玄空風水學苦心研究，更不吝傳授與後人，可以說是對近代風水學研究者影響至大的人物之一。
沈氏為北宋學者沈括後裔。

## 生平
沈氏少年家境相當坎坷。三歲時父親過世，十三歲時，太平軍攻陷杭州，全家七口慘遭殺害，沈氏母親投井而死，而沈氏則被太平軍虜去。次年，洋將華爾助清政府剿匪，於松江延喜濱救出沈氏。華爾其後收沈氏為養子，又請老師教授沈氏中西之學，並將沈氏編入童子軍，沈氏亦隨華爾進出沙場。再次年，華爾不幸於戰事中身亡。後沈氏為另一英將戈登招入幕，協助翻譯事務及練兵。有次，沈氏上書李鴻章，建議開鑿由牛莊至西伯利亞運河，以加強防務及交通須要，但遭拒絕，沈氏因而棄軍從商。
沈氏自小對風水學已有強烈興趣，父親雖早逝，但沈氏也經常想找一個可供先父安息的吉地，故此便博覽群書，又考察不同的墓穴。沈氏初習三合派風水，後屢經親自驗証，知道此派風水有不少謬誤不足之處。其後發覺有玄空學風水，屢有徵驗，故此便全心投入研究。
1875年，二十六歲的沈竹礽與姻親胡伯安到無錫，拜訪著名玄空風水大師章仲山之後人，可惜數月來，也未能探得其玄奧。沈氏後以重金要求借章仲山之宅斷觀看一晚。二人遂花上一整夜，將整部宅斷抄寫下來。然而，沈氏仍得花上多年時間，方了解此中真諦。至此，沈氏方可解通由楊筠松至蔣大鴻、章仲山一脈之玄空風水學，並著手重新補入註釋，玄空風水學的神秘之門方被真正打開。
沈氏有配偶吳氏、謝氏、袁氏，育有二子：沈祖緜、沈祖芬。
沈氏歿後，長子沈祖緜與其他跟隨沈氏的門人將沈氏生前留下來的手稿，結集輯錄成「沈氏玄空學」。此書亦成為玄空風水學研究者必讀之書籍。《續修四庫全書總目提要》謂其生平著作甚富，因其隨華爾戰後，以所閱歷著《泰西操法》、《地雷圖說》，除此之外，尚有《周易易解》、《周易示兒錄》、《周易說餘》等著作傳世。